# Casas de Miravete
Casas de Miravete település Spanyolországban, Cáceres tartományban.  Lakosainak száma 112 fő (2024).

## Népesség
A település népessége az elmúlt években az alábbi módon változott:
| Lakosok száma | 205  | 194  | 172  | 145  | 172  | 148  | 144  | 132  | 129  | 112  |
|               | 2001 | 2004 | 2006 | 2009 | 2011 | 2014 | 2016 | 2019 | 2021 | 2024 |